# Kuki
|  | Per a altres significats, vegeu «Kuki (ciutat)». |

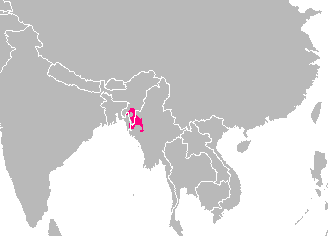
Extensió aproximada de la zona habitada pels grups kukis.

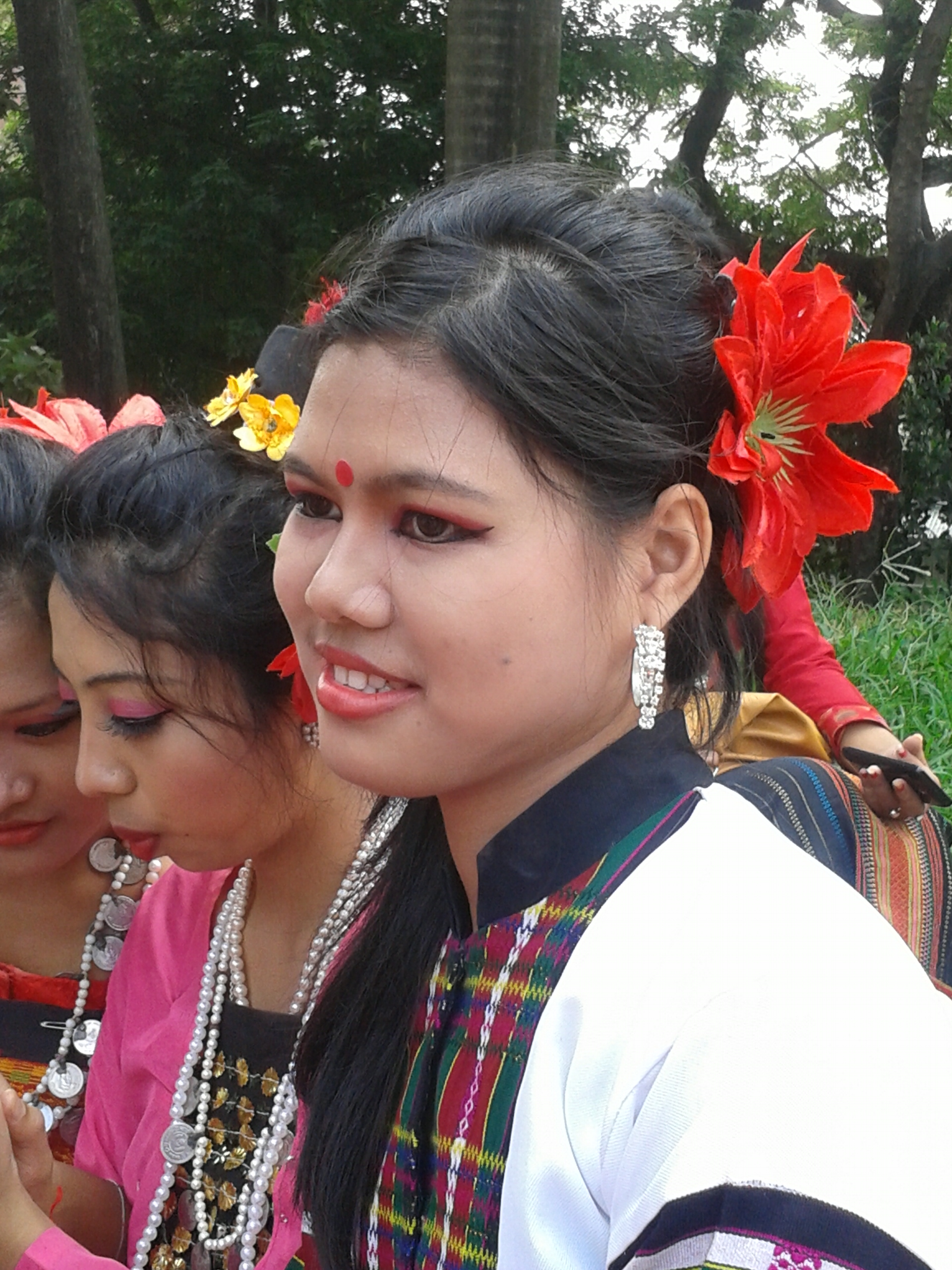
Dona del subgroup Bom de la zona muntanyosa de Chittagong.

Els Kukis són un poble que viu al nord-est de l'Índia, principalment a Mizoram i Manipur, amb uns pocs a Nagaland, Meghalaya, Tripura i Assam, així com a Birmània i als Chittagong Hill Tracts de Bangladesh. Es coneixen amb el nom de Mizo a l'Índia i de Txin (Chin) a Birmània. Parlen llengües del grup tibetobirmà i tenen trets mongòlics i en general són baixa estatura, cabell negre, ulls foscos marrons i pell fosca. A l'Índia uns cinquanta subgrups de kukis són reconeguts com a "Scheduled tribe". A Myanmar viuen a l'estat Chin. Són uns cinc milions.

## Distribució
Els Kuki de Manipur viuen en territoris de població naga en almenys un 50%, que els nagas sota la direcció del Consell Nacional Socialista de Nagaland i el Consell Nacional Socialista de Nagalim pretenen incloure en el seu futur estat (el Gran Nagaland). Es tracta dels districtes de Ukhrul, Tamenglong, Senapati i Chandel. Com a reacció a les aspiracions naga va sorgir la Kuki National Organization (KNO) que va defensar que els kuki vivien a la zona des de temps immemorial i que fins i tot el regne de Manipur, segons les cròniques locals (poc històriques) havia tingut dos reis kukis (Chothe Thangvai Pakhanagba, que va regnar abans de Crist, i Taotinmang que va regnar ja en aquesta era). Des dels anys noranta els enfrontaments militars entre els kukis i els naga van ser freqüents. Els kukis presenten al seu favor que es van oposar al colonialistes britànics contra els que es van revoltar del 1917 al 1919, mentre que els naga els van ser favorables. Es diu que l'Índia els dona suport encobert perquè combaten als naga.

### Subgrups
Els principals subgrups kukis són:
Anal, Bom (Bawm), Biate, Gangte, Halam, Haokip, Hmar, Kharam, Koireng, Kom, Lai, Mara, Mate, Purum, Saihriem, Simte, Thadou, Vaiphei i els Zou.
Hi ha també nombroses divisions en clans.

## Història
Els historiadors kukis diuen que els kukis van emigrar a Manipur en temps molt reculats, abans de l'era cristiana, i anteriors als dravídics i als aris. Els tiladae de Claudi Ptolemeu han estat identificat per alguns amb els kukis. Els annals de Tripura parlen de Xiva enamorat d'una dona kuki. El nom kuki voldria dir "Poble de la Muntanya". El país de les tribus kuki pertanyia nominalment a Manipur i amb aquest va caure sota influència britànica; per causes diverses els kukis es van revoltar el desembre de 1917 i van lluitar contra els britànics fins al maig de 1919 que finalment van posar fi a la seva independència de fet. Els territoris tribals on no arribava l'autoritat de Manipur fou assignat a Birmània. A la Segona Guerra Mundial els kukis van lluitar al costat dels japonesos però la derrota d'aquestos els va perjudicar. Als anys noranta van iniciar la lluita contra els naga, que aleshores reclamaven l'expulsió dels kukis del seu territori i havien portat a terme alguna massacre, destacant la de Zoupi el 13 de setembre de 1993 (anomenat el Dia Negre pels kukis) on van morir segons els kukis 90 membres de l'ètnia a mans dels naga. Com a reacció van sorgir grups (el primer l'Organització Nacional Kuki) per lluitar contra els naga i amb diverses tendències pel futir dels kukis.
L'Exèrcit Nacional Kuki (KNA) també es va fundar el 1988 amb l'objectiu de crear l'autonomia de Kuki a Myanmar i l'Índia, però va suspendre les operacions a l'Índia l'agost de 2005 i va signar una treva amb el govern central i l'estat de Manipur el 20 de maig de 2008, que va durar fins al 2023- La participació en la Guerra civil de Myanmar des de 2021 al costat d'altres grups insurgents els va facilitar armes sofisticades i en 2023 va esclatar la violència a Manipur entre els meitei que viuen a la Vall de Manipur, majoritàriament hindús, i els kuki, que viuen a les altures i son principalment cristians, per beneficis econòmics, treballs governamentals i quotes d'educació, amb més de 225 morts i 60.000 desplaçats.

## Organitzacions més actives dels kukis
- Organització Nacional Kuki
  - Exèrcit Nacional Kuki
  - Forces de Defensa Kuki
- Front Revolucionari Kuki
  - Exèrcit Revolucionari Kuki
- Front Nacional Kuki
- Exèrcit Independent Kuki
- Força Internacional Kuki
- Voluntaris Nacionals Kuki
- Front d'Alliberament Kuki
- Força de Seguretat Kuki
- Front d'Alliberament Unit Kuki
- Exèrcit d'Alliberament Kuki
- Front democratic d'Estudiants Kuki (de Birmània)

Les principals tendències són: 
- La que lluita per la creació de l'estat independent de Zale'n-gam, l'estat kuki format pels territoris kukis a Birmània, Manipur, Nagaland, Mizoram i Assam (Karbi Anglong). La principal és l'Organització Nacional Kuki i la seva branca armada l'Exercit Nacional Kuki; també l'Exèrcit d'Alliberament Kuki, si bé focalitzat més sobre la independència dels kukis de l'Índia.
- La que lluita per un Kukiland independent de l'Índia amb els territoris kukis sobretot a Manipur i Nagaland, la principal el Front Revolucionari Kuki i el braç armat Exèrcit Revolucionari Kuki, i Front d'Alliberament Unit Kuki.
- La que lluita per un estat separat kuki dins l'Índia amb els territoris kukis sobretot a Manipur i Nagaland (i autonomia a Karbi Anglong), principalment el Front Nacional Kuki.
- La que lluita contra els naga, la major part però especialment Voluntaris Nacionals Kuki i Força de Seguretat Kuki.